# Drimia acarophylla
Drimia acarophylla là một loài thực vật có hoa trong họ Măng tây. Loài này được E.Brink & A.P.Dold mô tả khoa học đầu tiên năm 2003.